# زياد الصمد
زياد الصمد (6 أغسطس 1978 بلبنان - ) هو لاعب كرة قدم لبناني في مركز حراسة المرمى. لعب مع نادي الأنصار ونادي الصفاء والراسينغ بيروت.

## وصلات خارجية
- زياد الصمد على موقع قاعدة بيانات كرة القدم.إي يو (الإنجليزية)
- زياد الصمد على موقع ناشيونال فوتبول تيمز (الإنجليزية)
- زياد الصمد على موقع كووورة